# Бабеево (Мордовия)
Бабе́ево — село в Темниковском районе Республики Мордовия, административный центр Бабеевского сельского поселения. Расположено на речке Ломовка, в 16 километрах от Темникова.
Образовано на землях села Итяково, в документе 1614 года упоминается как «Итяково, Бабеево тож». Название — антропоним, по фамилии служилых людей татар Бабаевых (Бабеевых)
Расположено на речке Ломовке, разделяющей село на 2 части, в 16 км от районного центра, на автотрассе Темников — Торбеево, в 62 км от железнодорожной станции Торбеево. Образовалось на землях с. Итякова, которое в «Книге письма и дозору Ивана Усова да Ильи Дубровского 1614 году» именовалось «Итяково, Бабеево тож». Название-антропоним: по фамилии служилых татар Бабаевых (Бабеевых). В «Списке населённых мест Тамбовской губернии» (1866) Бабеево — село владельческое из 67 дворов Темниковского уезда. В 1783 г. на средства помещиков Мошковых возведён каменный Никольский храм; в 1843 г. реставрирован на средства прихожан (не сохранился). По подворной переписи 1882 г., в Бабееве было 132 домохозяйства (781 чел.); 145 рабочих лошадей, 146 коров, 326 овец. В 1934 г. был образован колхоз «Путь Ленина», с 1959 г. — им. Тимирязева, с 1997 г. — СХПК. В современной инфраструктуре села — основная школа, Дом культуры, библиотека, магазин, отделение связи. В Бабеевскую сельскую администрацию входят пос. Плосское (141 чел.; родина генерал-майора Ф. А. Алексеева, Героя Советского Союза В. П. Грицкова), Шайгуши (32), д. Высокое (54 чел.). 

## Население
Население 298 чел. (2001), в основном русские. 